# Spaske, Iemilciîne
Spaske (în ucraineană Спаське) este un sat în comuna Mîkolaiivka din raionul Iemilciîne, regiunea Jîtomîr, Ucraina.

## Demografie
Componența lingvistică a localității Spaske
     Ucraineană (98,33%)
     Rusă (1,67%)
Conform recensământului din 2001, majoritatea populației localității Spaske era vorbitoare de ucraineană (98,33%), existând în minoritate și vorbitori de rusă (1,67%).